# Alberto Aranguibel
Alberto Aranguibel es un político venezolano que fue constituyentista en la Asamblea Nacional Constituyente de 2017 y diputado en la Asamblea Nacional por el estado Miranda entre 2021 y 2023. Aranguibel fue suspendido como diputado en 2023 después de expresar declaraciones antisemitas.

## Carrera
Fue constituyentista en la Asamblea Nacional Constituyente de 2017. En agosto de 2017 se manifestó en contra de las sanciones internacionales impuestas a Venezuela. En 2020 fue electo diputado por la Asamblea Nacional. Allí fue miembro de la Comisión Permanente del Poder Popular y Comunicación de la Asamblea. Aranguibel también ha sido colaborador del programa "Como Ustedes Pueden Ver" y conductor del programa «Sin Tapujos», ambos en Venezolana de Televisión y trabajado en la estación de radio YVKE Mundial. En 2023 fue cesado como diputado después de hacer una apología pública del Holocausto, que fue condenada por la Asamblea Nacional. Jorge Rodríguez, presidente de la Asamblea, quien aseguró que nunca fue juramentado diputado.

## Pensamiento
En 2022 denominó la guerra de Ucrania como una «guerra necesaria» en una columna de opinión del diario Últimas Noticias.

### Antisemitismo
En diciembre de 2023 tuiteó en la red social X respecto a la guerra Israel-Gaza: «Hitler no merecía haber abandonado la vida tan prematuramente; le faltaba mucho por hacer con su gran obra en beneficio de la humanidad. Hoy lo sabemos cuando vemos la atrocidad del genocidio de Israel contra el pueblo palestino», dichos repudiados y calificados como «antisemitismo» por la oficina latinoamericana del Centro Simón Wiesenthal, organismo internacional de derechos humanos, y de «nazis» por el diario argentino Infobae. La Confederación de Asociaciones Israelitas de Venezuela emitió un comunicado donde denunció que hacer apología del Holocausto «se subsume en los preceptos de odio de la legislación venezolana» y atentaba contra el pueblo judío en general, por lo que le hicieron un llamado a la Asamblea Nacional. Aranguibel borró su tuit y pidió disculpas por sus «excesos de redacción».
Jorge Rodríguez, presidente de la Asamblea Nacional, repudió sus dichos en nombre de la Asamblea Nacional como una «despreciable justificación de uno de los peores crímenes que se hayan perpetrado en contra de la humanidad» y negó que fuese diputado.